# Susan Wokoma
Susan Wokoma, née le 31 décembre 1987 dans le quartier de Southwark à Londres, est une actrice britannique. Elle est connue pour son rôle de Raquiel dans Crazyhead et Cynthia dans Chewing Gum.

## Biographie
Née à Southwark de parents d'origine nigériane, elle grandit dans le quartier d'Elephant and Castle. Sa grande sœur, Emi Wokoma est une chanteuse de comédie musicale. Jeune, elle est membre du National Youth Theatre.
Susan Wokoma fait ses débuts en 2002 dans l'émission de téléréalité Serious Jungle (en) après avoir gagné une compétition sur Newsround. Dans le même temps, elle prend des cours de chants avec Gareth Malone et fait ses études à la Royal Academy of Dramatic Art. Au cinéma, elle fait ses débuts dans le docufiction That Summer Day en 2006.
En 2013, elle joue le rôle d'Amala dans Half of a Yellow Sun, adaptation du livre du même nom de Chimamanda Ngozi Adichie. En 2014, elle rejoint les productions théâtrale de Jules César et Henri IV de Phyllida Lloyd à New York.
Également actrice de radio, elle reçoit un BBC Radio Drama Award de la meilleure actrice dans un second rôle dans l'adaptation de Trois femmes puissantes de Marie NDiaye,. Dans le même temps, elle joue le rôle de la sœur déjantée de Tracy dans Chewing Gum. L'année suivante, elle est castée pour jouer le rôle de Mabel, une femme de l'époque victorienne qui souhaite devenir la première policière du Royaume-Uni, dans la série comique de Channel 4,  Year of the Rabbit.
En 2017, elle est nommée parmi les Forbes 30 Under 30.
En 2019, elle est embauchée par la British Broadcasting Corporation pour écrire et jouer dans le film Three Weeks, une comédie romantique sur l'avortement. Elle rejoint également le groupe de scénaristes de la deuxième saison de Sex Education. L'année suivante, elle obtient un des rôles principaux du film de Nollywood, The Ghost and the House of Truth de Akin Omotoso.
En 2020, elle partage l'affiche du film Enola Holmes aux côtés de Millie Bobby Brown, Henry Cavill et Helena Bonham Carter. La même année, elle joue au théâtre dans Teenage Dick, une adaptation de Richard III sous la forme d'une histoire adolescente et dans une adaptation de Dominic Hill du Songe d'une nuit d'été de William Shakespeare au Regent's Park Open Air Theatre. En septembre, il est annoncé qu'elle jouera dans une version théâtrale de l'adaptation des contes de Grimm par Philip Pullman avec Colin Morgan et Cecilia Noble.

## Filmographie
- 2006 : That Summer Day de Jon East : Marie (téléfilm)
- 2011 : Holby City : Elsa Eze (saison 13, épisode 13)
- 2011 : Doctors : Jen Oldham (saison 12, épisode 221)
- 2011 : Hotel Trubble : Daisy (5 épisodes)
- 2013 : Half of a Yellow Sun de Biyi Bandele : Amala
- 2013 : Misfits : Roz (saison 5, épisode 4)
- 2014 : The Inbetweeners 2 de Damon Beesley et Iain Morris : Della
- 2015 : Brain Freeze : Ms Hucklebuck (saison 2, épisode 1)
- 2015 : Uncle : la caissière (saison 2, épisode 6)
- 2015 : Bluestone 42 : Jasmine (3 épisodes)
- 2015 : The Last Hours of Laura K de Gabriel Bisset-Smith : Jess Manning (téléfilm)
- 2015 : Burn Burn Burn de Chanya Button : Megan
- 2015 : Horrible Science : Dr Sensible
- 2016 : Crashing : Jessica (3 épisodes)
- 2016 : Our Ex-Wife : Allison (saison 1, épisode 1)
- 2016 : Crazyhead : Raquel (6 épisodes)
- 2015-2017 : Chewing Gum : Cynthia (10 épisodes)
- 2017 : Zapped : Rina (saison 2, épisode 3)
- 2018 : To Provide All People de Pip Broughton : docteur (téléfilm)
- 2017-2019 : Porters : Frankie (9 épisodes)
- 2019 : Year of the Rabbit : Mabel Wisbech (6 épisodes)
- 2019 : Le prix du silence : Sabrina (4 épisodes)
- 2019 : The Ghost and the House of Truth de Akin Omotoso : Bola Ogun
- 2020 : Enola Holmes de Harry Bradbeer : Edith
- 2020 : Truth Seekers : Helen (8 épisodes)

## Voix françaises
En France, Susan Wokoma est doublée par plusieurs comédiennes, dont notamment Déborah Claude à deux reprises.
- Déborah Claude[14] dans :
  - Enola Holmes 2
  - Le Beau Jeu (en)

Et aussi
- Sophie Pyronnet dans Chewing Gum (série télévisée)
- Jessica Monceau dans Crazyhead[14] (série télévisée)
- Valérie Lemaître dans Truth Seekers (série télévisée)
- Corinne Wellong dans Le Prix du silence (en)[14] (mini-série)
- Caroline Roussel dans Unis même après la mort (en)